# ELISA

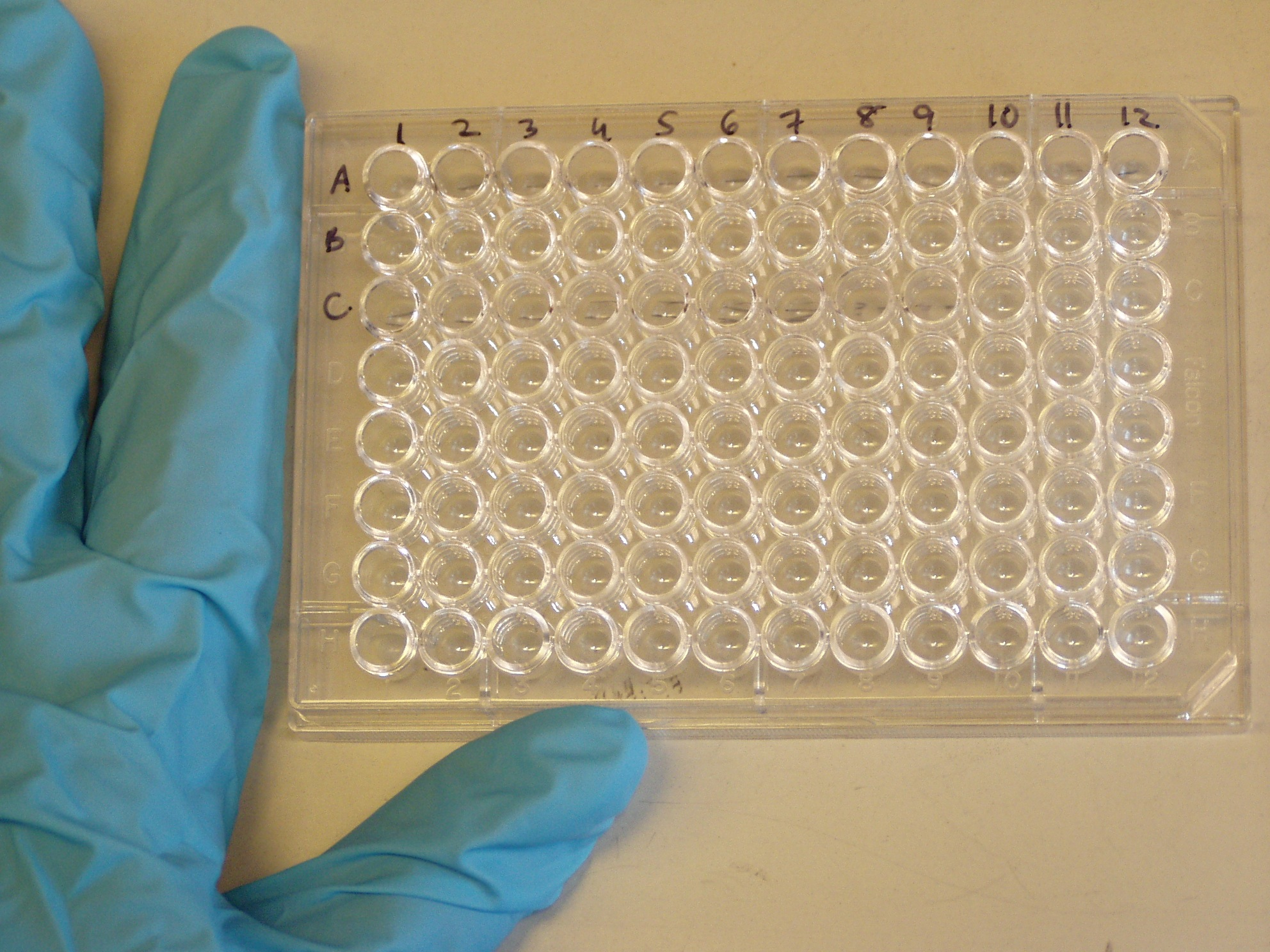
Pentru ELISA se folosește o placă cu 96 de godeuri placă de microtitru

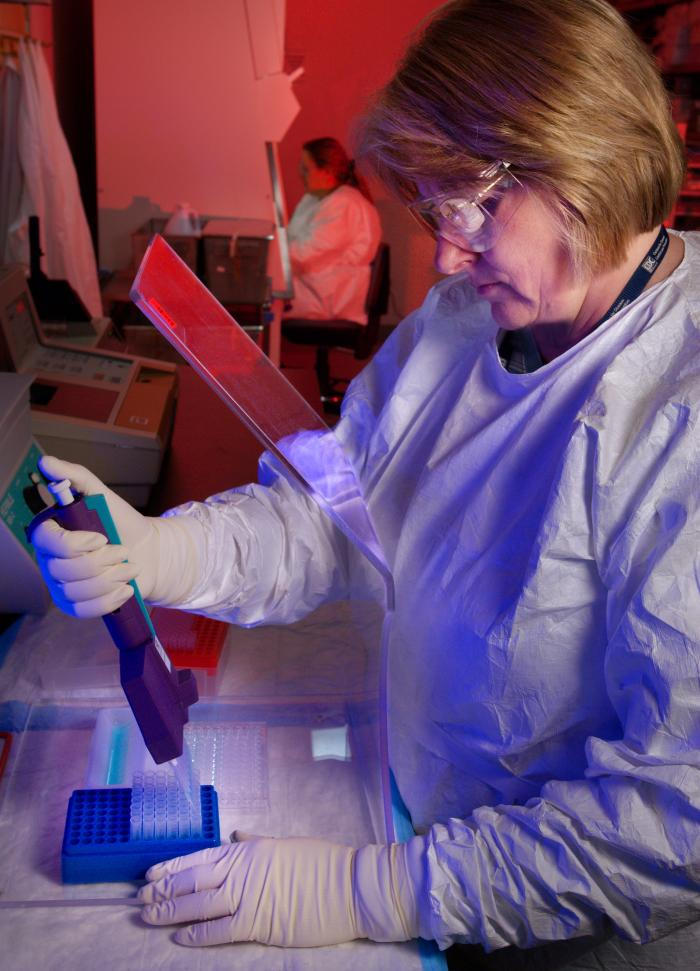
Microbiolog folosind un test ELISA pentru testarea HIV

Testul imunosorbant legat de enzimă (ELISA) (/[unsupported input]ˈlaɪzə/, /ˌiːˈlaɪzə/) este un test de biochimie analitică utilizat frecvent, descris pentru prima dată de Engvall și Perlmann în 1971. Testul utilizează un imuno-test enzimatic în fază solidă (EIA) pentru a detecta prezența unui ligand (în mod obișnuit o proteină) într-o probă lichidă folosind anticorpi îndreptați împotriva proteinei care trebuie măsurată. ELISA a fost utilizat ca instrument de diagnostic în medicină, patologie vegetală și biotehnologie, precum și control de calitate în diverse industrii.
În cea mai simplă formă de ELISA, antigenele din eșantion sunt atașate la o suprafață. Apoi, un anticorp care se potrivește este aplicat pe suprafață, astfel încât să se poată lega de antigen. Acest anticorp este legat de o enzimă și în ultima etapă se adaugă o substanță care conține substratul enzimei. Reacția ulterioară produce un semnal detectabil, cel mai frecvent o schimbare de culoare.
Efectuarea unui ELISA implică cel puțin un anticorp cu specific pentru un anumit antigen. Eșantionul cu o cantitate necunoscută de antigen este imobilizat pe un suport solid (de obicei o placă de microtitrare de polistiren) fie nespecific (prin adsorbție la suprafață) sau în mod specific (prin capturarea de către un alt anticorp specific aceluiași antigen, într-un „sandwich” ELISA). După imobilizarea antigenului, se adaugă anticorpul de detectare, formând un complex cu antigenul. Anticorpul de detectare poate fi legat covalent cu o enzimă sau poate fi detectat în sine de un anticorp secundar care este legat de o enzimă prin bioconjugare. Între fiecare etapă, placa este de obicei spălată cu o soluție de detergent ușor pentru a îndepărta orice proteine sau anticorpi care nu sunt legate în mod specific. După etapa de spălare finală, placa este dezvoltată prin adăugarea unui substrat enzimatic pentru a produce un semnal vizibil, care indică cantitatea de antigen din probă.
De remarcat, ELISA poate efectua alte forme de teste de legare a ligandului în loc de analize strict „imuno”, deși numele purtat inițial „imuno” datorită utilizării comune și a istoriei dezvoltării acestei metode. Tehnica necesită în esență orice reactiv de ligare care poate fi imobilizat pe faza solidă împreună cu un reactiv de detectare care se va lega specific și va folosi o enzimă pentru a genera un semnal care poate fi cuantificat corespunzător. Între spălări, doar ligandul și omologii săi de legare specifici rămân legați sau „imunosorbiți” prin interacțiuni antigen-anticorp la faza solidă, în timp ce componentele nespecifice sau nelegate sunt spălate. Spre deosebire de alte formate de analiză de laborator umed spectrofotometrice în care aceeași fântână de reacție (de exemplu, o cuvă) poate fi reutilizată după spălare, plăcile ELISA au produsele de reacție imunosorbite pe faza solidă, care face parte din placă, deci nu sunt ușor reutilizabile.

## Legături externe
- Trouble shooting ELISA FAQ
- A guide to assist in ELISA experiments
- The ELISA technique illustrated Arhivat în 22 decembrie 2015, la Wayback Machine.
- Cytokine ELISA Kits Arhivat în 23 martie 2020, la Wayback Machine.
- An animated tutorial comparing direct, indirect and sandwich ELISA methods
- "Introduction to ELISA Activity – beginner walkthrough of ELISA used for detecting HIV, including animations at University of Arizona
- Animated video overview of competitive ELISA formats
- ELISA la Medical Subject Headings (MeSH), de la Biblioteca Națională de Medicină din Statele Unite